# Domankuš
Domankuš falu Horvátországban Belovár-Bilogora megyében. Közigazgatásilag Rojcsához tartozik.

## Fekvése
Belovártól légvonalban 12, közúton 15 km-re északnyugatra, községközpontjától légvonalban 6, közúton 8 km-re északkeletre Tapalóc és Kakinac között, a Bilo-hegység lejtőin fekszik.

## Története
A Domankuš-Podgorci úttól délkeletre fekvő Zidine régészeti lelőhely tanúsága szerint területe már a középkorban is lakott volt. A középkori temetőt az 1960-as években végzett útépítés során végrehajtott próbaásatások során fedezték fel. A feltárások során két időszakot különítettek el a temető használatában. A régebbi fázis során az elhunytakat kelet-nyugati tájolással temették el a mellrészen, illetve a hason keresztbe helyezett kezekkel. Az újabb temetési fázis során részben megsemmisítették a régebbi temetkezéseket és orientációjuk eltér a régebben megszokottól. Az itteni plébániát már 1488-ban is említik. Plébániatemploma Szent Domonkos tiszteletére volt szentelve, erről kapta a nevét a falu is. 1501-ben Mihály nevű plébánosát „Michael plebanus de sancto Dominico” alakban említik.
A török megszállás teljesen megváltoztatta az itteni táj képét. A lakosság legnagyobb része az ország biztonságosabb részeire menekült, másokat rabságba hurcoltak. Ezután ez a vidék több évtizedre lakatlanná vált. A török uralom után a területre a 17. századtól folyamatosan telepítették be a keresztény lakosságot. A település 1774-ben az első katonai felmérés térképén a falu „Dorf Domankuss” néven szerepel. A település katonai közigazgatás idején a szentgyörgyi ezredhez tartozott.
A település Lipszky János 1808-ban Budán kiadott repertóriumában „Domankus” néven szerepel.
Nagy Lajos 1829-ben kiadott művében „Domankus” néven 42 házzal, 176 katolikus és 57 ortodox vallású lakossal találjuk.
A katonai közigazgatás megszüntetése után Magyar Királyságon belül Horvátország részeként, Belovár-Kőrös vármegye Belovári járásának része volt. A településnek 1857-ben 194, 1910-ben 371 lakosa volt. Az 1910-es népszámlálás szerint lakosságának 79%-a horvát, 21%-a szerb anyanyelvű volt. 1918-ban az új szerb-horvát-szlovén állam, majd később Jugoszlávia része lett. 1941 és 1945 között a németbarát Független Horvát Államhoz, majd a háború után a szocialista Jugoszláviához tartozott. A háború után a fiatalok elvándorlása miatt lakossága folyamatosan csökkent. 1991-től a független Horvátország része. 1991-ben lakosságának 88%-a horvát nemzetiségű volt. 2011-ben a településnek 258 lakosa volt.

## Lakossága
| Lakosság változása | Lakosság változása | Lakosság változása | Lakosság változása | Lakosság változása | Lakosság változása | Lakosság változása | Lakosság változása | Lakosság változása | Lakosság változása | Lakosság változása | Lakosság változása | Lakosság változása | Lakosság változása | Lakosság változása | Lakosság változása |
| ------------------ | ------------------ | ------------------ | ------------------ | ------------------ | ------------------ | ------------------ | ------------------ | ------------------ | ------------------ | ------------------ | ------------------ | ------------------ | ------------------ | ------------------ | ------------------ |
| 1857               | 1869               | 1880               | 1890               | 1900               | 1910               | 1921               | 1931               | 1948               | 1953               | 1961               | 1971               | 1981               | 1991               | 2001               | 2011               |
| 194                | 230                | 231                | 277                | 300                | 371                | 370                | 361                | 315                | 315                | 343                | 312                | 286                | 255                | 263                | 258                |

## Nevezetességei
Zidine régészeti lelőhely a Domankuš-Podgorci úttól délkeletre, a Konjska-patak völgye felé lejtő domboldalban a falu középkori temetőjének maradványaival. Valószínűleg itt állhatott a középkori plébániatemplom is. Közelében egy 15-20 méter hosszúságú 2-3 méter mély árok, egy kör alaprajzú vár vizesárkának maradványai láthatók. Az árok egy erdővel borított magaslatot fog körbe. A vár valószínűleg a török hódítás során a 16. század közepén pusztult el a középkori faluval együtt.